# John Radcliffe (médico)
John Radcliffe (1652, Wakefield, Yorkshire, Inglaterra - 1 de noviembre de 1714) fue un médico inglés. Una serie de edificios emblemáticos en Oxford, entre ellos la Cámara Radcliffe (en la Plaza Radcliffe), el Hospital John Radcliffe y el Observatorio Radcliffe fueron nombrados en su honor.
Radcliffe nació en Wakefield, Yorkshire, y se educó en el Queen Elizabeth Grammar School. Se graduó de la Universidad de Oxford, donde fue exhibitioner en la University College bajo la tutela de Obadiah Walker, para convertirse en un miembro del Lincoln College. Obtuvo su doctorado en 1682 y se mudó a Londres poco después. Allí gozó de gran popularidad y se convirtió en médico real de Guillermo y María. En 1713, fue elegido al Parlamento como miembro de Buckingham. A su muerte en el año siguiente, su propiedad fue legada a diversas causas benéficas, entre ellas el Hospital de San Bartolomé y el University College de Oxford, donde la Cámara Radcliffe lleva su nombre. El fideicomiso de caridad fundada por su voluntad de 13 de septiembre de 1714 sigue funcionando como una organización benéfica registrada.